# Netcraft Toolbar
Netcraft Toolbar — программное обеспечение, которое представляет собой панель инструментов для защиты в реальном времени от фишинга, а также XSS-атак. Утилита разработана компанией Netcraft и работает под управлением браузеров Google Chrome, Mozilla Firefox и Opera.

## Принцип работы
При посещении определенного сайта панель инструментов быстро определяет подлинность адреса, расположение его хостинга, домен, наименование сервера и организации, IP-адрес, информацию о SSL, а также срок с момента работы сетевого ресурса. На протяжении работы Netcraft Toolbar отслеживает все гиперссылки, которые содержат специальные символы, которые используются, как правило, для замены подлинного адреса веб-сайта. В любой момент можно посмотреть статистику о рейтинге риска по посещаемому сайту.
В случае, если пользователь попадает на небезопасный ресурс, ему показывается предупреждение.
Пользователи имеют возможность сообщить о небезопасном сайте; подозрительная страница будет проверена и занесена в чёрный список.